# 前田利行
前田 利行（まえだ としみち）は、加賀大聖寺藩の第13代藩主。

## 生涯
天保6年（1835年）7月26日、加賀藩主前田斉泰の五男として金沢で生まれる。安政2年（1855年）4月20日に兄で大聖寺藩主であった利義が死去したため、その養子として跡を継ぐことになったが、正式に家督を継ぐ前の5月18日に金沢で死去した。享年21。
利行は将軍徳川家定に御目見もしていなかったため、本来なら改易されるところであったが、斉泰によってその死は隠され、同年7月12日に家督を相続したことにした。その後、斉泰の正室溶姫が徳川家斉の娘で家定の叔母であるという関係から、同年10月29日に斉泰の七男で利義・利行の弟である利鬯が末期養子として跡を継ぐことになった。

## 系譜
父母
- 前田斉泰（実父）
- 喜佐、馨袖院 - 久世喜保の娘、側室（実母）
- 前田利義（養父）

養子
- 前田利鬯 - 実弟